# TV Cidade (Aripuanã)
TV Cidade foi uma emissora de televisão brasileira sediada em Aripuanã, cidade do estado de Mato Grosso. Operava no canal 13 VHF analógico e era afiliada à RecordTV.

## História
A emissora foi fundada em 2007 como TV Aripuanã. Tinha na programação local os telejornais Jornal Integração e Noroeste Notícias. Em 1 de julho de 2011, a emissora estreou uma nova programação após reestruturações. Passou a se chamar TV Cidade, e estreou o Jornal do Meio Dia, exibido às 12h20.
Em dezembro de 2020, a TV Cidade interrompeu a produção de programação local, retomando-a em março de 2021, após uma reestruturação técnica. A estação seguiu operando até dezembro de 2022, quando encerrou a produção local e deu lugar a uma repetidora da TV Vila Real, afiliada da RecordTV em Cuiabá.

## Sinal digital
Em 10 de fevereiro de 2014, foi outorgada a Gazeta Publicidade e Negócios (detentora da concessão usada pela TV Cidade), a concessão do canal 38 UHF para sinal digital em Aripuanã. Contudo, a emissora não chegou a implantar o sinal digital na cidade.

## Programas
Além de retransmitir a programação nacional da RecordTV, a emissora exibiu os seguintes programas:
- Balanço Geral Aripuanã
- Jornal Integração
- Noroeste Notícias
- Jornal do Meio Dia